# Dobitnici Porina 2013.
Porin je najuglednija diskografska nagrada u Republici Hrvatskoj. Godine 1993. tu su nagradu utemeljili Hrvatska diskografska udruga, Hrvatska glazbena unija, Hrvatsko društvo skladatelja i Hrvatska radiotelevizija. Redovito se godišnje dodjeljuje od 1994.

## Popis dobitnika
2013. godine Porin je dodijeljen u 50 kategorija, a nagrade za životno djelo dobili su Anđela Potočnik (posmrtno), Dražen Boić (posmrtno), Vladimir Kranjčević i Stanko Selak, Rajko Dujmić, Stjepan Jimmy Stanić i Veljko Despot. Nagradu za hit godine dobili su Mario Vestić i sastav Opća opasnost za pjesmu "Tvoje ime čuvam".

## Vanjske poveznice
- Diskografska nagrada »Porin«, službene stranice
- arhiva.porin.info – Dobitnici Porina 2013.